# Kirshenbaum
Kirshenbaum, de vegades anomenat ASCII-IPA o erkIPA, és un sistema utilitzat per representar l'alfabet fonètic internacional (AFI) en ASCII. D'aquesta manera permet que escriure a màquina símbols de l'AFI en un teclat normal. Va ser desenvolupat per Usenet, en particular els grups de notícies sci.lang i alt.usage.english. Porta el nom de Evan Kirshenbaum, qui va dirigir el grup de col·laboració que ho va crear.
El sistema utilitza gairebé totes les lletres minúscules per representar el caràcter corresponent a l'AFI directament, però a diferència de X-SAMPA té la notable excepció de la lletra 'r'. Exemples en els quals els dos sistemes tenen una assignació diferent entre els caràcters i els sons són:
| So                                          | AFI | X-SAMPA | Kirshenbaum |
| ------------------------------------------- | --- | ------- | ----------- |
| Vibrant alveolar múltiple                   | r   | r       | r<trl>      |
| Aproximant alveolar                         | ɹ   | r\      | r           |
| Vocal gairebé oberta anterior no arrodonida | æ   | {       | &           |
| Vocal oberta posterior arrodonida           | ɒ   | Q.॥॥    | A.          |
| Vocal semioberta central no arrodonida      | ɜ   | 3       | V"          |
| Accent primari                              | ˈ   | "       | '           |
| Accent secundari                            | ˌ   | %       | ,           |

Aquestes taules es basen en la informació proporcionada en l'especificació Kirshenbaum. Pot també ser útil comparar-les amb la taula SAMPA o la taula X-SAMPA.

## Taula de consonants
| Punt d'articulació → | Labial   | Labial        | Coronal | Coronal  | Coronal    | Coronal      | Dorsal   | Dorsal | Dorsal | Dorsal        | Radical  | Glotal | Alveolar lateral |
| Punt d'articulació → | Bilabial | Labio- dental | Dental  | Alveolar | Retroflexa | Postalveolar | Palatal  | Velar  | Uvular | Labiovelar    | Faríngea | Glotal | Alveolar lateral |
| Mode d'articulació ↓ | Bilabial | Labio- dental | Dental  | Alveolar | Retroflexa | Postalveolar | Palatal  | Velar  | Uvular | Labiovelar    | Faríngea | Glotal | Alveolar lateral |
| Nasal                | m        | M             | n[      | n        | n.         |              | n^       |        | n"     | n<lbv>        |          |        |                  |
| Oclusiva             | p b      |               | t[ d[   | t d      | t. d.      |              | c J      | k g    | q G    | t<lbv> d<lbv> |          | ?      |                  |
| Fricativa            | P B      | f             | T D     | s z      | s. z.      | S Z          | C C<vcd> | x      | X g"   | w<vls> w      | H H<vcd> | h<?>   | s<lat> z<lat>    |
| Aproximant           |          | r<lbd>        | r[      | r        | r.         |              | j        | j<vel> | g"     | w             |          | h      |                  |
| lateral              |          |               | l[      |          | l.         | l            | l^       | L      |        |               |          |        |                  |
| Vibrant múltiple     | b<trl>   |               |         | r<trl>   |            |              |          |        | r"     |               |          |        |                  |
| Vibrant simple       |          |               |         | *        | *.         |              |          |        |        |               |          |        | *<lat>           |
| Ejectiva             | p`       |               | t[`     | t`       |            |              | c`       | k`     | q`     |               |          |        |                  |
| Implosiva            | b`       |               | d`      | d`       |            |              | J`       | g`     | G`     |               |          |        |                  |
| Clic                 | p!       |               | t!      | c!       |            |              | c!       | k!     |        |               |          |        | l!               |
La taula de consonants de l'AFI, per comparació, utilitza molts símbols que són suportats menys extensament:

## Taula de vocals
| Taula simplificada de Kirshenbaum de vocals (cada parell és no arrodonit/arrodonit; els símbols en parèntesis designen vocals que existeixen en alguns idiomes, però no tenen símbols en l'AFI) |          |           |              |        |
| | Anterior | Central   | Posterior    | Ròtica |
| Tancada | i y      | i" u"     | u- u         |        |
| Gairebé tancada | I I.     |           | (U-) U       |        |
| Semitancada | e Y      | @<umd> @. | o- o         | R<umd> |
| Intermèdia |          | @         |              | R      |
| Semioberta | E W      | V" O"     | V O          |        |
| Gairebé oberta | &        | &"        | (no symbols) |        |
| Oberta | a.       | (a" A".)  | A A.         |        |
La taula de vocals de l'AFI, per comparació, utilitza molts símbols que són suportats menys extensament:

### Modificadors de vocals i diacrítics
Modificadors i diacrítics segueixen el símbol que modifiquen.
| Modificador/diacrític | Significat    |
| ~                     | Nasalizada    |
| :                     | Llarga        |
| -                     | No arrodonida |
| .                     | Arrodonida    |
| "                     | Centralitzada |
| <?>                   | Murmurada     |
| <r>                   | Rotizada      |
L'accent és indicat per ' per a l'accent primari, i, per a l'accent secundari, col·locat abans de la síl·laba tònica.

## Antecedents
Kirshenbaum es va començar a desenvolupar a l'agost de 1992 a través d'un grup Usenet, després de "estar fart amb descriure el so de les paraules mitjançant l'ús d'altres paraules" Hauria de ser utilitzable tant per a la transcripció fonèmica i fonètica.
- Hauria de ser possible representar tots els símbols i els diacrítics en el AFI.
- La pauta anterior no obstant això, s'espera que (com en el passat) la majoria de l'ús serà en la transcripció de l'anglès, així que on siguin necessàries compensacions, les decisions han de prendre's en favor de la facilitat de la representació dels fonemes que són comuns en l'anglès.
- La representació ha de ser llegible.
- Hauria de ser possible traduir mecànicament de la representació d'un conjunt de caràcters que inclou AFI. El contrari també seria bo.[4]

Els desenvolupadors van decidir usar l'alfabet AFI existent, assignant cada segment a un sol caràcter del teclat, i afegint caràcters ASCII addicionals opcionalment pels els diacrítics del AFI.
Un conjunt primerenc (1993), diferent en ASCII va ser derivat de la guia de pronunciació en New Collegiate Dictionary de Merriam-Webster, que utilitza lletres directament per descriure el so.